# Бркишевина
Бркишевина је насељено место у општини Лекеник, у Туропољу, Хрватска, до нове територијалне организације у саставу бивше велике општине Сисак.

## Становништво
| Националност       | 1991.        |
| Хрвати             | 198 (96,58%) |
| Срби               | 2 (0,97%)    |
| Југословени        | 0            |
| остали и непознато | 5 (2,43%)    |
| Укупно             | 205          |